# Fabio Casartelli

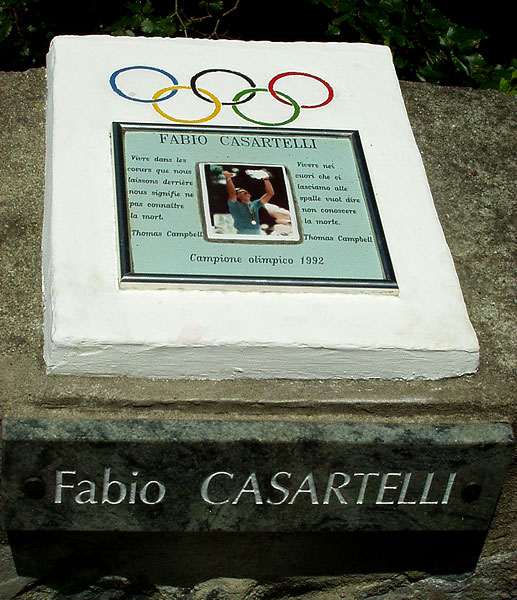
Tablica pamiątkowa na Col de Portet d’Aspet

Fabio Casartelli (ur. 16 sierpnia 1970 w Como, zm. 18 lipca 1995 w Tarbes) – włoski zawodowy kolarz szosowy, mistrz olimpijski.

## Kariera amatorska
Fabio Casartelli już podczas amatorskiej kariery był obiecującym zawodnikiem, odnoszącym znaczące sukcesy; między innymi zdobył złoty medal na Letnich Igrzyskach Olimpijskich w Barcelonie, w wyścigu szosowym (1992 rok).

### Zwycięstwa w karierze amatorskiej
- 1990
  - Trofia Sironi
- 1991
  - Monte Carlo-Alassio
  - Gemeli Meda
  - Coppa Casale
  - GP Capodarlo di Fermo
  - Trofia Cesab
- 1992
  - Wyścig olimpijski ze startu wspólnego
  - Monte Carlo-Alassio
  - GP Diano Marina
  - Coppa Cigogna
  - Trophia de Mare

## Kariera zawodowa
Casartelli rozpoczął zawodową karierę w 1993 roku, podpisując kontrakt z grupą Ariostea. W pierwszym roku profesjonalnej kariery wygrał etap we włoskim wyścigu Settimana Bergamasca, zajął też drugie miejsce na etapie prestiżowego wyścigu Tour de Suisse i ukończył Giro d’Italia. W 1994 roku zmienił grupę (ZG-Mobili), by w kolejnym, zarazem ostatnim roku jego sportowej kariery przenieść się do Motoroli. Odniósł jeszcze kilka sukcesów, był szósty w Clásica de Almería, trzeci na etapie Vuelta a Murcia.

### Grupy
- 1993: Ariostea
- 1994: ZG-Mobili Bottecchia
- 1995: Motorola

### Sukcesy
- 1993
  - Giro d’Italia: 107 w klasyfikacji generalnej
  - Settimana Bergamasca: wygrany etap
  - Dookoła Szwajcarii: 2 (etap 5), 3 (etap 2)
- 1994
  - Giro di Toscania: 15 w klasyfikacji generalnej
- 1995
  - Classica Costa del Almeria: 6 w klasyfikacji generalnej
  - Dookoła Szwajcarii: drugi na etapie pierwszym
  - Vuelta a Murcia: trzeci na etapie siódmym

## Śmierć
18 lipca 1995 roku, podczas 15 etapu Tour de France, Fabio Casartelli z kilkoma innymi zawodnikami uczestniczył w kraksie na zjeździe (Col de Portet-d’Aspet) w Pirenejach. Casartelli doznał poważnych urazów twarzy i głowy (jechał bez kasku); kilka godzin później zmarł nie odzyskawszy przytomności.
Tour de France nie został przerwany, jednak kolarze na kolejnym etapie nie ścigali się, wpuszczając na metę drużynę tragicznie zmarłego kolarza. Wypadek pokazał ogromną solidarność w środowisku kolarskim (pomoc rodzinie zmarłego). W miejscu tragedii został wzniesiony pomnik – głaz pamiątkowy upamiętniający śmierć Casartellego.
Śmierć kolarza wznowiła dyskusje na temat zasadności używania kasków w kolarstwie zawodowym. Wiele osób twierdziło, że Casartelli przeżyłby upadek, gdyby taką ochronę posiadał. W rzeczywistości dopiero osiem lat później, po tragicznej śmierci innego kolarza, Andrieja Kiwilewa, Międzynarodowa Unia Kolarska wprowadziła obowiązek używania kasków na wyścigach.